# Pavetta reinwardtii
Pavetta reinwardtii är en måreväxtart som beskrevs av Cornelis Eliza Bertus Bremekamp. Pavetta reinwardtii ingår i släktet Pavetta och familjen måreväxter. Inga underarter finns listade i Catalogue of Life.